# Tlaco
Después de la conquista se introdujo en la Nueva España el uso de monedas de metal.
La plata era abundante en el Virreinato de la Nueva España y sumamente apreciada tanto en Europa como en Asia. Por esa razón, el metal fue destinado a la exportación. Durante la época colonial, Nueva España era uno de los principales productores y acuñadores de plata en todo el mundo. A pesar de la abundancia del metal se registró escasez de monedas de este material en las transacciones, razón por la que aparecieron en el sistema los llamados signos monetarios que, sin ser moneda, se les asignaba una equivalencia monetaria.
Durante el siglo XVI, muchos de los medios de pago del México prehispánico desaparecieron. En el caso del cacao, su función como moneda prevaleció hasta el siglo XIX. En los primeros años de la colonia, muchos servicios, pagos y transacciones se hicieron con dicha semilla.
En el siglo XVII aparecieron los tlacos, término que viene del náhuatl y que significa «mitad». El tlaco era la mitad de la cuartilla (1/4 de real), la moneda de más baja denominación que se acuñó en la Nueva España.
Los tlacos eran hechos por los tenderos y dueños de misceláneas quienes se convirtieron así en «fabricantes de monedas». Como no había obligación de aceptarlos, cada tendero aceptaba los confeccionados en su propia tienda.